# Реднер, Льюис
Льюис Генри Реднер (англ. Lewis Henry Redner; 15 декабря 1831, Филадельфия, Пенсильвания — 29 августа 1908, отель «Мальборо», Атлантик-Сити, Нью-Джерси) — американский музыкант-органист и композитор. Наибольшую известность из его работ получил рождественский хорал «O Little Town of Bethlehem» («О, малый город Вифлеем») на слова Филлипса Брукса. В 1970-е гг. хорал получил новую жизнь в аранжировке О. Питерсона.
Реднер работал в сфере недвижимости и играл на органе в четырёх различных церквях Филадельфии. Он никогда не был женат. Похоронен на Вудлендском кладбище в Филадельфии.